# Медвежий павиан
Медвежий павиан, или чакма (лат. Papio ursinus) — вид приматов из семейства мартышковых. 
Достигая  длины до 115 см и массы до 31 кг, представители вида являются самыми крупными и тяжёлыми из павианов. 
Внешние признаки медвежьего павиана —  тёмно-коричневая или серая шерсть (в отдельных регионах может преобладать та или иная окраска), длинная морда и (в отличие от других видов павианов) отсутствие у самцов гривы.

## Распространение
Ареал медвежьих павианов охватывает южную часть Африки и тянется от Анголы, Замбии и Мозамбика до ЮАР. Размеры животных могут варьировать в зависимости от региона обитания. Так, в пустыне Калахари водятся особо мелкие медвежьи павианы.

## Образ жизни
Как и все павианы, медвежьи павианы живут в группах, которые, как правило, являются смешанными. Однако в некоторых регионах, как например в гористой части ЮАР, доминируют группы с одним самцом. Для медвежьих павианов характерны сложное социальное поведение и коммуникация с помощью поз, гримас, звуков и телесных контактов. 
Медвежьи павианы всеядны, предпочитают фрукты, но не брезгуют и листьями, насекомыми, семенами, мелкими позвоночными, а также иногда охотятся на фламинго и детенышей антилоп. Обитающие у мыса Доброй Надежды популяции расширили своё меню, включив в него двустворчатых моллюсков, а также — в соответствующие сезоны — яйца акул. Для питания морской пищей медвежьи павианы приходят на побережье раз в две недели во время самого сильного отлива. При расстройстве желудка эти приматы жуют каолин.
Врагами павианов в природе являются крокодилы, леопарды, львы и другие хищники Африки.

## Подвиды
- Papio ursinus ursinus Kerr, 1792 — на юге Южной Африки
- Papio ursinus griseipes Pocock, 1911 — от севера Южной Африки до Замбии
- Papio ursinus raucana Shortridge, 1942 — в Намибии и южной Анголе

## Охранный статус
Медвежьи павианы довольно многочисленны и не находятся под угрозой исчезновения.